# Francisco García Grana
Francisco García Grana (Málaga, 31 de diciembre de 1913 - 2000), fue un abogado y político español, alcalde de Málaga durante la dictadura de Francisco Franco. Procurador en Cortes por el apartado de Administración Local en tres legislaturas desde 16/05/1958 hasta 16/10/1964.

## Biografía
Hijo de Francisco García Almendro, que fuera alcalde de Málaga de 1920 a 1922 y Rafaela Grana. Estudió en el colegio de San Agustín y se licenció en Derecho por la Universidad de Granada. Falleció en octubre del año 2000 a los 86 años. En 2001 el Ayuntamiento de la ciudad acordó dedicarle un busto, realizado por Jaime Pimentel, en la plaza de la Marina. Está considerado por muchos malagueños el "mejor alcalde de Málaga del siglo XX".[cita requerida] Casado con Matilde Carazo Villar. Tuvo dos hijos: Francisco y María Matilde García Carazo.

## Política
En 11 de septiembre de 1958 fue nombrado alcalde de Málaga, puesto en el que permaneció hasta el 28 de agosto de 1964. Durante la guerra civil española alcanza el grado de capitán de la rama jurídico-militar. Nada más comenzar su mandato tuvo que realojar a las familias del Arroyo del Cuarto, un núcleo de chabolas arrasado por una inundación el 4 de diciembre de 1958. Para las familias se construyó la barriada que hoy lleva su nombre, "4 de Diciembre-García Grana", en el distrito de Cruz de Humilladero. Coincidió en el cargo durante la dictadura franquista con Antonio García Rodríguez-Acosta como gobernador civil de la provincia. 

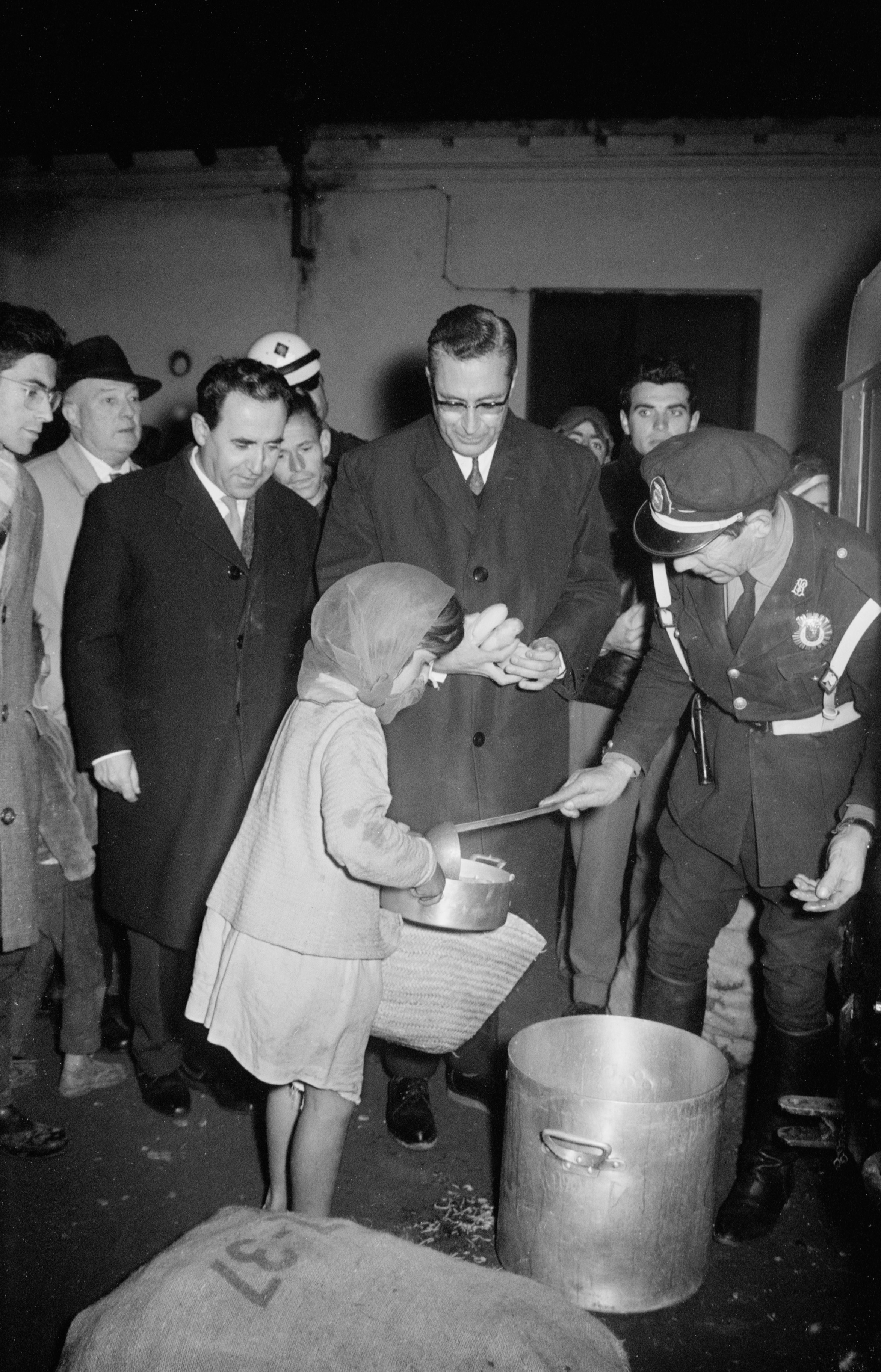
Francisco García Grana junto a otras autoridades en el reparto de alimento para los afectados del temporal de viento.

Durante el mandato de Francisco García Grana tiene lugar una gran transformación de Málaga, que definitivamente abandona la posguerra y entra en un periodo de prosperidad económica que coincide con el 'boom' del turismo. Entre las obras emblemáticas de este alcalde se encuentran la nueva solería que se colocó en la calle Marqués de Larios (), la tribuna de los Pobres, la nueva iluminación y acerado de numerosos barrios, el Auditorio Eduardo Ocón, el traslado de la Feria al Parque de Málaga, la Feria de La Trinidad, la remodelación de la Plaza de la Marina, con las estatuas del cenachero y el biznaguero de Jaime Pimentel, el jardín de la Plaza de La Victoria (jardín de los monos), la avenida de La Rosaleda, la primera facultad de Ciencias Políticas, Económicas y Sociales y la puesta en marcha de un programa de embellecimiento de la ciudad con el que Málaga consigue el Primer Premio Nacional del Turismo. Entre sus proyectos fallidos se encuentra un barrio residencial de baja altura con áreas ajardinadas en La Malagueta, del que sólo se pudo realizar la parroquia de San Gabriel. 
Francisco García Grana ocupó los cargos de cónsul de Dinamarca, Académico de San Telmo, presidente de la Cruz Roja y hermano mayor de la Hermandad Sacramental del Rocío y de la Hermandad de la Virgen de la Victoria. A partir de 1968 y hasta 1977 fue nombrado decano del Colegio de Abogados de Málaga, puesto en el que presidió la ponencia sobre el Estatuto del Preso Político en el congreso de la abogacía española en León. Fue nombrado Hijo Predilecto de Málaga y Medalla de Oro de la Ciudad, distinción que García Grana donó en 1994 a la Novia de Málaga, de la que era ferviente devoto. 
| Predecesor: Pedro Luis Alonso | Alcalde de Málaga 1958-1964 | Sucesor: Rafael Betés Ladrón de Guevara |